# テンプル騎士団カルテル
「テンプル騎士団」カルテル（てんぷるきしだんカルテル、スペイン語: Los Caballeros Templarios）は、メキシコの犯罪組織、麻薬カルテル。

## 沿革
テンプル騎士団はミチョアカン州を拠点に持つ。ミチョアカンに台頭していたラ・ファミリア・カルテルをしのぐ勢力を見せ、ガルフ・カルテルやシナロア・カルテルとは同盟を組んだ。一種の新興宗教的な側面を持っており、メンバーは22ページにも及ぶ「ミチョアカンのテンプル騎士団の誓い」を読むことを義務付けられる。ハリスコ新世代カルテルとは最も激しい抗争状態にあった。
ミチョアカン州のタンシタロ（Tancítaro）で利益の大きいアボカド産業に目をつけ、「税金」と称して金銭を要求、また関係者を誘拐して身代金を要求し従わない場合は殺害するなどしていたが、アボカド協会は密輸の武器で武装集団を結成して自衛するようになり、のちに国もアボカド農家の保護に乗り出し警察と軍隊を派遣し、テンプル騎士団によるアボカド産業関係者の脅迫・殺害は減少した。